# 관용령
관용령(寬容令, Toleration Act)는 1689년 5월 24일, 영국의 윌리엄 3세 시대에 의회에서 성립시킨 종교법령이다. 비국교도를 억압한 클래런던 법전(法典)에 대해서, 명예혁명 후 그 관용을 바라는 국민의 여망과 가톨릭교도의 진출을 두려워한 전(全)프로테스탄트의 주장으로 재정되었다. 이 관용령에 의해 가톨릭교도, 유대 교도를 제외한 모든 비국교도에게 신앙의 자유를 주게 되었다. 그러나 완전한 자유는 아니며, 심사율이 엄연히 존재하고 있었으므로 원칙적으로는 공직(公職)에 들어갈 자격을 인정치 않았다. 그러나 이 법령에 의해 신앙에 대한 국가의 통제력이 약화되었다는 것, 즉 신앙의 자유가 그만큼 확대되었다는 점은 중대한 의의가 있다.

## 변화
관용령이 실시된 이후, 장로교와 독립교단(회중교회포함)과의 교회정치적 차이점도 부각되었지만, 기존의 성공회의 의식이 와해되고, 오직 성경이라는 설교중심의 교회가 확장되었다.  성경을 읽고 해석하면서 이성이 더 필요하게 되었고, 존 로크의 [관용에 관하여]라는 책에서 부각된 이성적 사고가 강조되었다.  또한, 목사들이 국가로 부터의 급여가 사라짐으로 개교회 자체 내에서 재정적 공급을 받아야 했지만, 넉넉치 못한 관계로 가정교사나 일반교사로의 일반직업이 수입의 대체방안이 되었다.
  

또한 성경의 이성적 가르침이 강조되면서 예배의식이 줄어들고, 교회가 학교처럼 변하게 되면서, 그리스도의 복음을 전하는 것이 아닌, 성경을 이성적으로 가르치는 것이 주된 사역이 되었다.  하지만 14세기 스탬포드 서약에 의하면  케임브리지 대학교나 옥스퍼드 대학교 밖에서 가르치는 것이 금지되어 있었다. 통일령에 의하면 만일 교사로 생계를 유지하면 40파운드의 벌금을 내야만 했다.   

## 같이 보기
- 종교의 자유